# Fère-en-Tardenois
Fère-en-Tardenois es una comuna francesa situada en el departamento de Aisne, de la región de Alta Francia. Es la cabecera (bureau centralisateur en francés) y mayor población del cantón de su nombre.

## Geografía
Está ubicada a 20 km al norte de Château-Thierry.

## Demografía
| 2 419 | 2 730 | 3 012 | 3 246 | 3 168 | 3 356 | 3 306 | 3 143 |
| Para los censos de 1962 a 1999 la población legal corresponde a la población sin duplicidades (Fuente: INSEE [Consultar]) |       |       |       |       |       |       |       |